# Roger Jouve
Roger Jouve (født 11. marts 1949 i Marseille, Frankrig) er en tidligere fransk fodboldspiller (midtbane).
Jouve startede sin karriere hos OGC Nice i 1965 og spillede for klubben de næste 13 sæsoner, hvoraf langt størstedelen blev tilbragt i Ligue 1. Han sluttede karrieren af med to sæsoner hos RC Strasbourg, og var med til at sikre klubben det franske mesterskab i 1979. Han nåede gennem karrieren i alt at spille over 300 kampe i Ligue 1.
Jouve spillede desuden syv kampe og scorede ét mål for Frankrigs landshold. Hans første landskamp var en venskabskamp mod Grækenland 8. september 1973, hans sidste et opgør mod USA 2. maj 1979.

## Titler
Ligue 1
- 1979 med RC Strasbourg